# Vernou-sur-Brenne
Vernou-sur-Brenne is een gemeente in het Franse departement Indre-et-Loire (regio Centre-Val de Loire). De plaats maakt deel uit van het arrondissement Tours. Vernou-sur-Brenne telde op 1 januari 2022 2.871 inwoners.

## Geografie
De oppervlakte van Vernou-sur-Brenne bedroeg op 1 januari 2022 25,91 vierkante kilometer; de bevolkingsdichtheid was toen 110,8 inwoners per km².

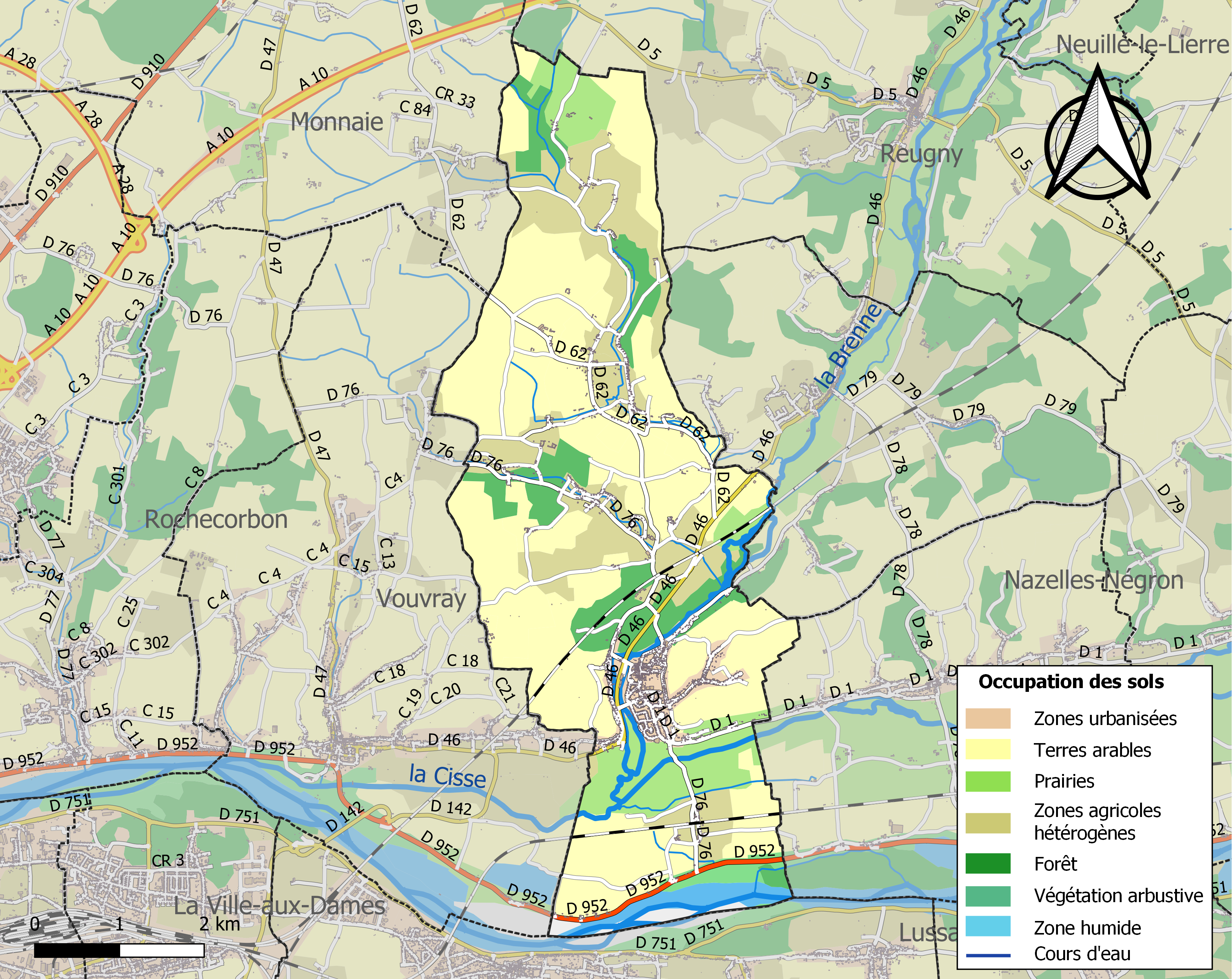
Kaart van de gemeente met de belangrijkste infrastructuur, bodemgebruik en omliggende gemeenten

## Demografie
Onderstaande figuur toont het verloop van het inwonertal (bron: INSEE-tellingen).

## Geboren in Vernou-sur-Brenne
- Guy Ignolin (1936-2011), voormalig beroepswielrenner